# Christmas Time Again
Christmas Time Again é o décimo primeiro álbum da banda  Lynyrd Skynyrd, com temática natalina, lançado em 2000.

## Faixas
1. "Santa's Messin' with the Kid" (Eddie C. Campbell) - 3:15
2. "Rudolph the Red-Nosed Reindeer" (Johnny Marks) - 2:31
3. "Christmas Time Again" (Rickey Medlocke, Dale Krantz Rossington, Gary Rossington, Hughie Thomasson, Johnny Van Zant) - 4:34
4. "Greensleeves" (Traditional) - 2:18
5. "Santa Claus Is Coming to Town" (credited on the album as being performed by "Charlie Daniels") (Haven Gillespie) - 3:08
6. "Run Run Rudolph" (Marvin Brodie, Marks) - 3:32
7. "Mama's Song" (Medlocke, G. Rossington, Thomasson, J. Van Zant) - 3:52
8. "Santa Claus Wants Some Lovin'" (Mack Rice) - 3:39
9. "Classical Christmas" (Medlocke, J. Van Zant) - 2:09
10. "Hallelujah, It's Christmas" (credited on the album as being performed by "38 Special") (Don Barnes, Danny Chauncey, Donnie Van Zant) - 4:01
11. "Skynyrd Family" (Medlocke, G. Rossington, Thomasson, J. Van Zant) - 3:00

## Créditos
- Johnny Van Zant - vocais
- Gary Rossington - guitarra
- Billy Powell - teclado, piano
- Leon Wilkeson - baixo, background vocals (foi creditado, mas não tocou)
- Rickey Medlocke - guitarra, background vocals
- Hughie Thomasson - guitarra, background vocals
- Michael Cartellone - bateria, percussão